# Gregor Lagus
Gregor Lagus (* Dezember 1586 in Köslin; † 1652 in Kolberg) war ein deutscher Theologe.
Sein Vater hieß Caspar Hase, wählte aber den griechischen Namen Lagus (Langohr), und war Bürger in Köslin. Seine Mutter war Dorothea von Hohenhausen, die eine Tochter Dorothea von Svavens und damit Nichte des ersten lutherischen Bischofs von Cammin, Bartholomaeus Suawe, war.
Nach Besuch der Schulen in Kolberg und Danzig ging Lagus zum Studium nach Greifswald und Wittenberg, wo er Magister wurde.
Danach wurde Gregor Lagus Pastor an der evangelischen Kirche zu Schönberg in Mähren. Hier heiratete er 1617 die Tochter Esther des dortigen Bürgermeisters Christoph Danielis. Aus der Ehe gingen sechs Kinder hervor, von denen jedoch fünf „durch Feindes Hände“ umkamen. Nur der Sohn Daniel (1618–1678) überlebte.
Als 1623 in Mähren gegen die Reformation vorgegangen wurde, musste er mit Frau und Kind fliehen und kam nach Kolberg. Hier wurde er zunächst außerordentlicher Prediger an der Heiligengeistkirche. 1625 wurde er Rektor des Ratslyzeums Kolberg. Seine Frau starb im Jahre 1631.
1631 wurde Lagus von Fürstin Hedwig, der Witwe des Herzogs Ulrich von Pommern, als Präpositus nach Neustettin bestellt.
Im Jahre 1649 wurde Lagus, nach langem vergeblichem Widerstand seiner Neustettiner Gemeinde, die ihn halten wollte, wieder zurück nach Kolberg zum Pastor an der St.-Marien-Domkirche und Präpositus berufen. Er konnte dieses Amt jedoch nur bis zum 27. Februar 1652 ausüben, denn an diesem Tag stürzte er auf dem Gang zur Kirche so schwer, dass er ein viertel Jahr später an den Folgen verstarb.